# (9826) Ehrenfreund
(9826) Ehrenfreund est un astéroïde de la ceinture principale. Il porte le nom de l'astrobiologiste autrichienne Pascale Ehrenfreund.

## Description
(9826) Ehrenfreund est un astéroïde de la ceinture principale. Il fut découvert le 16 octobre 1977 à l'observatoire Palomar par Cornelis Johannes van Houten, Ingrid van Houten-Groeneveld et Tom Gehrels. Il présente une orbite caractérisée par un demi-grand axe de 2,99 UA, une excentricité de 0,09 et une inclinaison de 8,9° par rapport à l'écliptique.

## Compléments